# Dmitrij Volkov (nuotatore)
Dmitrij Arkad'evič Volkov (in russo Дмитрий Аркадьевич Волков?; Mosca, 30 marzo 1966 – Mosca, 16 gennaio 2025) è stato un nuotatore sovietico, dal 1992 russo.

## Biografia
Specializzato nella rana, vinse la medaglia di bronzo nei 100 m rana alle Olimpiadi di Seoul 1988.
Divenne uno dei Membri dell'International Swimming Hall of Fame.

## Palmarès
- Giochi olimpici
  - Seul 1988: bronzo nei 100 m rana e nella staffetta 4x100 m misti.
  - Barcellona 1992: argento nella staffetta 4x100 m misti.

- Mondiali
  - 1986 - Madrid: bronzo nei 100 m rana e nella staffetta 4x100 m misti.
  - 1991 - Perth: argento nella staffetta 4x100 m misti.

- Europei
  - 1985 - Sofia: oro nei 200 m rana e bronzo nei 100 m rana.
  - 1987 - Strasburgo: oro nella staffetta 4x100 m misti e argento nei 100 m rana.
  - 1989 - Bonn: oro nella staffetta 4x100 m misti e argento nei 100 m rana.
  - 1991 - Atene: oro nella staffetta 4x100 m misti.

- Europei in vasca corta
  - 1992 - Espoo: bronzo nei 50 m rana.
  - 1994 - Stavenger: bronzo nei 50 m rana.

- Vincitore della Coppa del Mondo di rana nel 1990 e nel 1991